# Doru Buzducea
Doru Buzducea (n. 6 noiembrie 1972, Baia de Aramă, România) este profesor universitar, director al Școlii Doctorale de Asistența Socială (din 2024), decan al Facultății de Sociologie și Asistență Socială, Universitatea din București (2015-2024), președinte al Colegiului Național al Asistenților Sociali din România (2012-2022) și Ambasador al Asistenței Sociale (din 2022).

## Despre
Doru Buzducea este profesor universitar, director al Școlii Doctorale de Asistența Socială (din 2024), decan al Facultății de Sociologie și Asistență Socială, Universitatea din București (2015-2024) și președinte al Colegiului Național al Asistenților Sociali din România (2012-2022), calitate în care s-a făcut cunoscut pentru activismul în domeniul grupurilor vulnerabile și mai ales pentru campania națională ce are drept scop promovarea și valorizarea profesiei de asistent social.
Printre proiectele de anvergură dezvoltate în acest sens se numără și Gala Națională de Excelență în Asistență Socială, un concurs național ce aduce în lumina reflectoarelor munca asistenților sociali, acești „eroi necunoscuți ai științelor sociale”.
„Strălucirea se obține atunci când „te cobori” în adâncul ființei tale, iar deciziile de a-ți confrunta temerile dau forță, înalță și chiar fortifică ființa umană. Atât adâncimea, cât și înălțimea, atât cunoașterea de sine, cât și cufundarea în comorile și rănile inimii sunt nedescris de importante, dar cel mai important aspect al vieții este cunoașterea dragostei, a speranței și a credinței nelimitate într-un crez nelimitat!”
Autor a numeroase cărți, studii și articole în domeniul asistenței sociale, redactor șef al Revistei de Asistență Socială (din 2008) și președinte al  Asociației Școlilor de Asistență Socială din România (din 2010).
Este extrem de apreciat de către studenții săi, Alianța Națională a Organizațiilor Studențești din România (ANOSR) acordându-i distincția de profesor Bologna (2017).
Doru Buzducea este interesat de educatie, cercetare și formare academică, de campanii sociale și de promovare profesională, de gândire pozitivă, dezvoltare personală, fashion, lifestyle, rafinament, leadership și management! Astfel, reușește să realizeze cu mare ușurință conexiuni sociale și profesionale, împletind în mod performant cariera didactică cu cea managerială.
Este deschis la nou, apreciază creativitatea și inovația, este încrezător și acțional, reușește să dea viață obiectivelor pe care și le propune, iar prin pozițiile de conducere pe care le ocupă la ora actuală se dedică proiectelor de construcție instituțională, reușind să motiveze și să strângă în jurul său echipe de strategi și comunicatori sociali.
Se consideră un visător, dar în același timp realizările obținute de-a lungul timpului demonstează că este puternic ancorat în realitate ceea ce completează profilul său profesional și personal. Consideră că viața este un miracol și de aceea în biblioteca sa un loc aparte îl ocupă biografiile unor personalități care au creat istorie. Întreaga sa copilărie a fost marcată de figuri legendare ce l-au fermecat iar ulterior i-au marcat existența.
Crede în Dumnezeu și în intervenția Sa în viețile noastre. Se consideră un norocos, apreciază ceea ce viața i-a oferit și tocmai de aceea prin acțiunile sale încearcă să dea sens circumstanțelor și să valorifice la maximum potențialul uman.

## Proiecte

### Facultatea de Sociologie și Asistență Socială
”Ca profesor dar și ca decan al facultății, consider că profesiile de sociolog și asistent social vă vor aduce un Sens în viață și astfel veți putea dărui și celorlalți Sensul de care și ei au nevoie pe cărarea vieții lor.
Viețile noastre sunt povești modelate deopotrivă de familie, împrejurări, educație, voință și credință. Uneori curg lin, alteori se învolburează, pot avea accente fericite sau triste, pot fi trăite cu intensitate maximă sau se pot derula aparent fără sens. Ceea ce face însă ca aceste fragmente să se unească și să devină un întreg este Sensul, proiecția în viitor a sinelui dorit! Această proiecție a cinematografului minții noastre nu poate rula fără emoții.
Emoțiile reprezintă motorul acțiunii, emoțiile duc dorința și Sensul mai departe, pentru că acestea își au originea în profunzimile sufletești! Acestea fac parte din miracolul vieții.”- Doru Buzducea 

### Colegiul Național al Asistenților Sociali
CNASR reprezintă autoritatea de reglementară în domeniu, un organism similar altor autorități europene ce acordă avizul de exercitare a profesiei de asistent social. Apără și reprezintă interesele asistenților sociali la nivel național și internațional. Organizația are 38 de filiale la nivel național și este membră a Federației Internaționale a Asistenților Sociali (IFSW). Dacă în 1990 exista o singură facultate de profil, astăzi avem 23 de facultăți pe întreg cuprinsul țării! Atunci existau câțiva asistenți sociali supraviețuitori și absolvenți ai Școlii Superioare de Asistență Socială „Principesa Ileana” din București, astăzi suntem peste 40.000. Atunci eram necunoscuți, astăzi CNASR cucerește întreaga țară ridicând-o în picioare pentru asistență socială! 
Doru Buzducea, ca și Președinte al Colegiului Național al Asistenților Sociali din România, s-a făcut cunoscut pentru activismul în domeniul grupurilor vulnerabile și mai ales pentru campania ce are drept scop promovarea și valorizarea profesiei de asistent social: Campania România se ridică în picioare pentru asistență socială.

### Gala Națională a Excelenței în Asistență Socială
Un eveniment de înaltă ținută organizat de către Colegiul National al Asistenților Sociali ca parte a unei campanii naționale prin care se urmărește atât punerea în valoare cât și redarea demnității profesiei de asistent social. Reprezintă un moment de sărbătoare pentru comunitatea asistenților sociali din România, de celebrare a profesiei de asistent social, eveniment organizat cu ocazia Zilei Mondiale a Asistenței Sociale.
În fiecare primăvară, de cinci ani încoace, gazda evenimentului este doamna Andreea Marin, Ambasadorul Excelenței în Asistență Socială ce reușește să transforme fiecare seară de gală într-o seară de poveste. Pe scena Ateneului Român, sunt aplaudați la scenă deschisă cei mai merituoși asistenți sociali din țară, dar și personalitățile care s-au remarcat în susținerea profesiei de asistent social.
Recunoașterea publică, rezultatele profesionale deosebite, constituirea de modele de urmat și contribuția la promovarea imaginii profesiei, stabilesc în fiecare an câștigătorii.

### Asociația Școlilor de Asistență Socială
Asociația Școlilor de Asistență Socială reprezintă o organizație nonguvernamentală constituită în 2010 din liderii departamentelor de asistență socială de la acea vreme și care și-a propus să militeze pentru creșterea calității educației în școlile de asistență socială de la nivel național, să conecteze programele de studii la cerințele europene și internaționale, să faciliteze accesarea rețelelor internaționale de profil, să organizeze conferințe și să editeze publicații în domeniul asistenței sociale. 
”Ca președinte al ASSW-România îmi doresc ca rețeaua școlilor de asistență socială să devină un partener egal și credibil al actorilor instituționali și academici de la nivel european și internațional.” - Doru Buzducea

### Revista de Asistență Socială
Revista de Asistență Socială se dorește a fi un mijloc de diseminare a cercetărilor, a bunelor practici, a experiențelor în domeniul asistenței sociale dar și a politicilor, servind drept instrument de schimbare socială. Sunt acceptate articole din toate domeniile asistenței sociale atât în limba română, cât și în limba engleză. Vor fi publicate articole inovative, cercetări, comentarii asupra politicilor, practicilor și a implicațiilor acestora pentru asistenții sociali.  Revista de Asistență Socială lansează Proiectul Arhivistic prin care pune la dispoziția specialiștilor, dar și a publicului larg, documentele care atestă tradiția revistei de specialitate din România. La momentul actual putem posta primele numere ale publicatiei de specialitate editata de catre Scoala Superiora de Asistenta Sociala „Principesa Ileana” din Bucuresti, si intitulata Asistenta Sociala.

### Campania România se ridică în picioare pentru asistență socială
”Campania CNASR de promovare și valorizare a profesiei de asistent social a debutat cu lansarea Manifestului Asistentului Social, la 1 iulie 2015, la Institutul Cultural Român. Au urmat o serie de întălniri cu reprezentanții legislativului și ai executivului, cu sindacatele și mediul universitar, cu societatea civilă și reprezentanții mediului de afaceri și ai misiunilor diplomatice la București.
Ulterior, în perioada mai 2017 – iulie 2018, campania a luat forma unor “descălecări” județene prin organizarea în 28 de județe a unor evenimente de amploare, cu sprijinul structurilor teritoriale ale CNASR. La Alba Iulia, în anul Centenarului Marii Uniri, s-a lansat și Declarația Asistenților Sociali din România iar la Baia Mare, la interval de 18 ani de la prima întălnire a asistenților sociali pentru reglementarea profesiei, Campania s-a încheiat oficial.
Prin această campanie de anvergură națională, CNASR și-a dorit să redăm demnitatea asistentului social iar asistenței sociale gloria și splendorile pe care le merită această nobilă profesie. Un sprijin nesperat dar substanțial l-au acordat jurnaliștii de pe întreg cuprinsul țării care au dat strălucire campaniei și au asigurat o vizibilitate fără precedent profesiei de asistent social. O serie de știri și interviuri au aparut în mass-media județeană și națională.”

## Publicații

### Cărți
Autor unic al următoarelor cărți:
- ”Asistența socială: compendiu de istorie, teorie și practică”, 2017, Polirom

- ”Essay on Social Work of Extreme Vulnerabilities and High-Risk Groups”, 2015, editura Tritonic, Bucuresti.

- ”Sisteme moderne  de asistenta sociala. Tendințe globale si practici locale”, 2009, Editura Polirom, Iași.

- ”Aspecte contemporane în asistența socială”, 2005, Editura Polirom, Iași.

- ”Globalizarea – structuri paradigmatice moderne”, 2005, ediția a doua revizuită și adăugită, Editura Competent Press, București.

- ”Globalizarea – structuri  paradigmatice  moderne”, 2001, Editura Ars Docendi, București.

- ”Cetăți și Ruine – introducere în studiul problemelor sociale”, 1999, Editura Știință și Tehnică, București.

- ”Geopolitica sărăciei – politici sociale în sfera grupurilor umane aflate în risc de excludere socială”, 1999, Editura Astrobios, București.

- ”SIDA – confluențe psihosociale”, 1997, Editura Știință și Tehnică, București.

Coautor al următoarelor cărți (capitole și studii):
- ”International Social Work”, 2011, editor, Editura Universtitatii din Bucuresti.

- ”The acces to antiretroviral therapy for people living with HIV in Romania”, 2011, Editura Alpha MDN, Buzău.

- ”Evaluarea programelor adresate adolescenților cu risc crescut de infectare”, 2010, Editura Alpha MDN, Buzău.

- ”Asistența socială a grupurilor de risc”, 2010, coordonator, Editura Polirom, Iași.

- ”Researching the Edge: Young Injecting Drug Users and Female Sex Workers”, 2010, Editura Universității din București, București (carte cu patru autori).

### Articole
Articole indexate/cotate ISI:
- Romanian Pediatric AIDS Cases as Adolescents: Acquisition Routes, Current Risk Behaviors, and Psychological Correlate, în AIDS and Behavior (cotată ISI, factor de impact 2.31), 2007, Springer US, vol. 11, no. 5, pp. 716-725; ISSN: 1090-7165 (paper) 1573-3254 (electronic version), coautor.

- The situation of Romanian HIV-positive adolescents: Results from the first national representative survey, in AIDS Care. Psychological and Socio-medical Aspects of AIDS- HIV (cotată ISI, factor de impact 1.466), May 2010, vol. 22, no. 5, pp. 562-569, coautor.

- Perspective internaționale în asistență socială, 2008, în Revista de Cercetare și Intervenție Socială (indexată ISI), Universitatea „AL.I. Cuza” Iași, vol. 23, pp. 37-49 ISSN: 1583-3410 (varianta tipărită), ISSN: 1584-5397 (varianta online)

- Asistența socială: structură, istorie și dezbateri recente, în Revista de Cercetare și Intervenție Socială (indexată ISI), Universitatea „AL.I. Cuza” Iași, 2008, vol. 21, pp. 15- 33; ISSN: 1583-3410 (varianta tipărită), ISSN: 1584-5397 (varianta online)

- Situația tinerelor din România practicante ale sexului comercial [The status of female sex workers in Romania], în Revista de Cercetare și Intervenție Socială [Review of Research and Social Intervention] (indexată ISI), Universitatea „AL.I. Cuza” Iași, 2009, vol. 24, pp. 21-40; ISSN: 1583-3410 (varianta tipărită), ISSN: 1584-5397 (varianta online), coautor.

Articole publicate și prezentări la conferințe naționale și internaționale:
- The challenges of care and support for a generation of nosocomially infected young adults from Romania living with HIV, AIDS 2012: XIX International AIDS Conference, Washington, D.C., 22-27 July, 2012, USA (impreuna cu Florin Lazar).

- Domestic adoption for special needs children in Romania. The need for evidence- based policies, Social Work Social Development 2012: Action and Impact, Stockholm, 8-12 July, 2012, Sweden (impreuna cu Florin Lazar).

- Profilul  părinților  adoptivi  din  România  și  motivația  adopției  copiilor  greu adoptabili, Calitatea vieții – Revistă de Politici Sociale  (CNCSIS B+), Editura Academiei Române, XXI, nr.3, 2011, pp.313–334.

- The profile of adoptive families from Romania and the adoption of special needs children, comunicare științifică, selecție peer-review, Conferința   anuală a cercetării sociologice si de asistenta sociala – Sociologii si societati emergente, Facultatea de Sociologie și Asistență Socială, Universitatea din București, 27-38 mai, București (impreuna cu Florin Lazar)

- When social programs are research-based. Experiences from outreach programs for most-at-risk adolescents from Romania, First European Conference for Social Work Research, 23-25 March 2011, Oxford, England, (împreună cu Florin Lazar).

## Media
Video 
Interviu Doru Buzducea: Inima mea nu încetează să bată pentru asistența socială. Mulțumesc, Sibiu! 
Doru Buzducea (CNASR): Asistenții sociali sunt de foarte multe ori niste supereroi 
Asistentul social este sprijin pentru cei care au nevoie de extraordinar in vietile lor 
Doru Buzducea, omul care a dus într-o altă dimeniune profesia de asistent social 
Vor să redea demnitatea profesiei de asistent social 
Cetatea Băniei se ridică în picioare pentru asistența socială. Interviu cu domnul prof. univ. dr. Doru Buzducea, decanul Facultății de Sociologie și Asistență Socială, Universitatea din București 
Județul Neamț se ridică în picioare pentru asistența socială! Interviu cu Doru Buzducea 
O țară, în picioare pentru asistența socială 
Decanul care promovează profesia de asistent social mergând prin toate județele țării 
INTERVIU Decanul care vrea să ridice toată România în picioare pentru asistență socială 
Mehedințenii scriu istorie în asistența socială din România! 
Am acest Vis ca asistentul social să fie promovat și valorizat în țara mea! 
Cred nelimitat în importanța și necesitatea profesiei de asistent social! 